# Sistema Nacional de Creadores de Arte
Das Sistema Nacional de Creadores de Arte in Mexiko (SNCA; dt.: Nationales System der Kunstschöpfer) wurde zur Förderung und Anerkennung der kreativen Aktivitäten der Künste als essentieller Bestandteil nationaler Identität und Wertschätzung aufgrund eines öffentlichen Präsidialbeschlusses (Amtsblatt vom 3. September 1993) gegründet.
Wirtschaftlicher Träger ist der nationale Kunst- und Kulturrat „Consejo Nacional para la Cultura y las Artes“ (CONACULTA). Dem SNCA gehören zahlreiche namhafte Bildende Künstler und Wissenschaftler an, die mit ihrer Arbeit zur künstlerischen Identität Mexikos beigetragen haben bzw. weiter beitragen.
Zum Förderprogramm gehören unter anderem Stipendien aus dem nationalen Fonds für Kultur und Künste (Fondo Nacional para la Cultura y las Artes - FONCA) für in- und ausländische Künstler und Kunstwissenschaftler, die sich im Bereich der mexikanischen Kunst engagieren.